# A Kind of Hush
A Kind of Hush är ett album av The Carpenters, släppt den 11 juni 1976.

## Låtlista
1. There's A Kind Of Hush - 2:57
2. You - 3:45
3. Sandy - 3:38
4. Goofus - 3:32
5. Can't Smile Without You - 3:26
6. I Need To Be In Love - 3:47
7. One More Time - 3:30
8. Boat To Sail - 3:29
9. I Have You - 3:25
10. Breaking Up Is Hard To Do - 2:34